# Parque natural de las Hoces del Cabriel
El Parque Natural de las Hoces del Cabriel (en valenciano Parc Natural de les Gorges del Cabriol) es un espacio natural protegido español situado en la provincia de Valencia, Comunidad Valenciana. Protege 31 446 hectáreas. 
Fue declarado parque natural por el gobierno valenciano el 17 de junio de 2005. Como el río Cabriel ejerce de límite entre Castilla-La Mancha y la Comunidad Valenciana, la ribera castellano-manchega está protegida bajo la figura de reserva natural y recibe el nombre de Reserva natural de las Hoces del Cabriel. Ambos pertenecen a la Reserva de la Biosfera del Valle del Cabriel, declarada por la UNESCO el 19 de junio de 2019.
El parque natural se encuentra localizado en la comarca de Requena-Utiel, limitando con las provincias de Cuenca y Albacete en la comunidad autónoma de Castilla-La Mancha. Discurre a lo largo de todo el río Cabriel en sus 220 kilómetros de longitud y comprende 52 pueblos de Albacete, Cuenca, Teruel y Valencia. Debido a su superficie se constituye en el mayor paraje protegido de toda la Comunidad Valenciana.

## Municipios comprendidos
Requena, Venta del Moro,  Villargordo del Cabriel

## Orografía

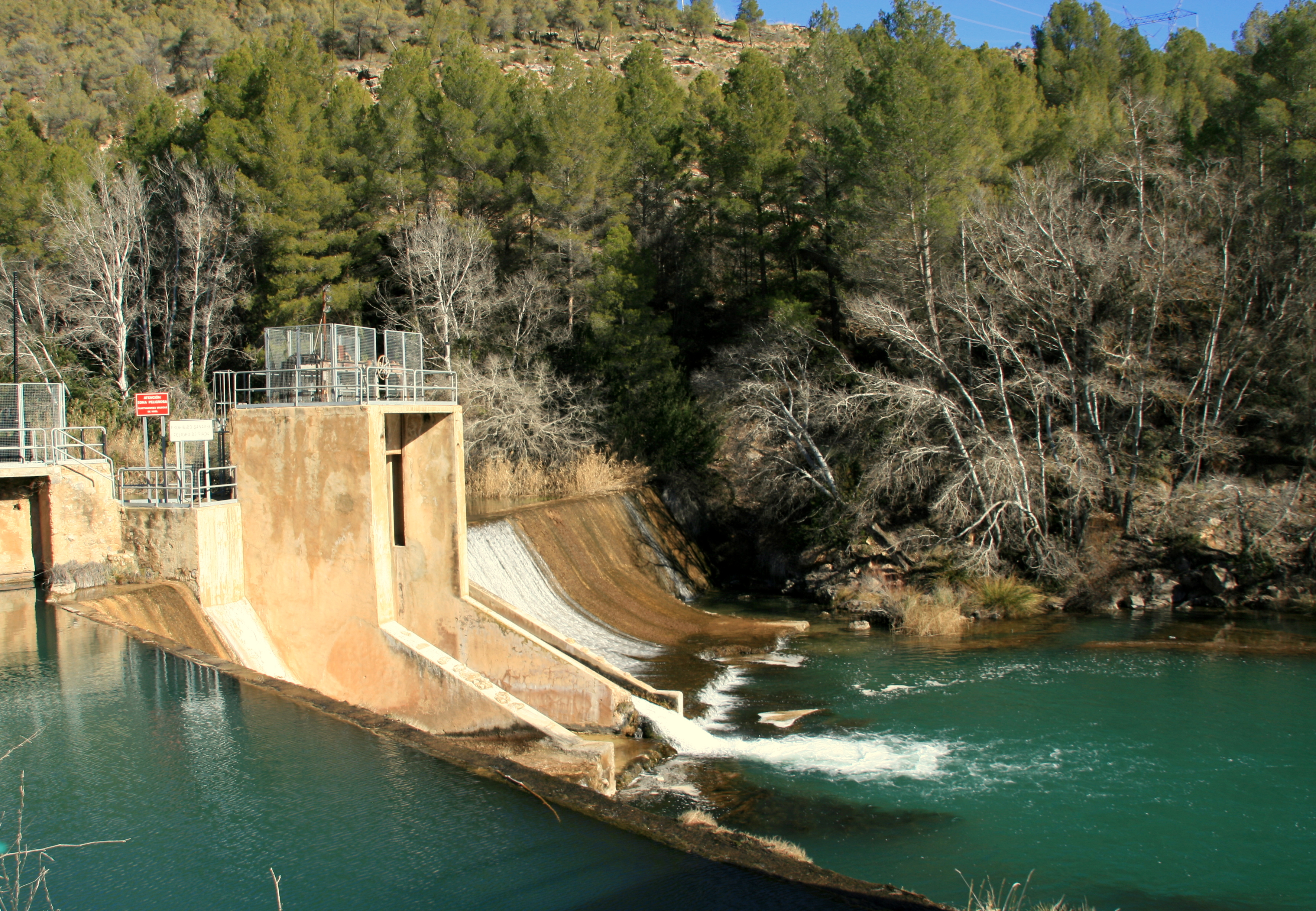
El río Cabriel aguas abajo de la presa de Contreras

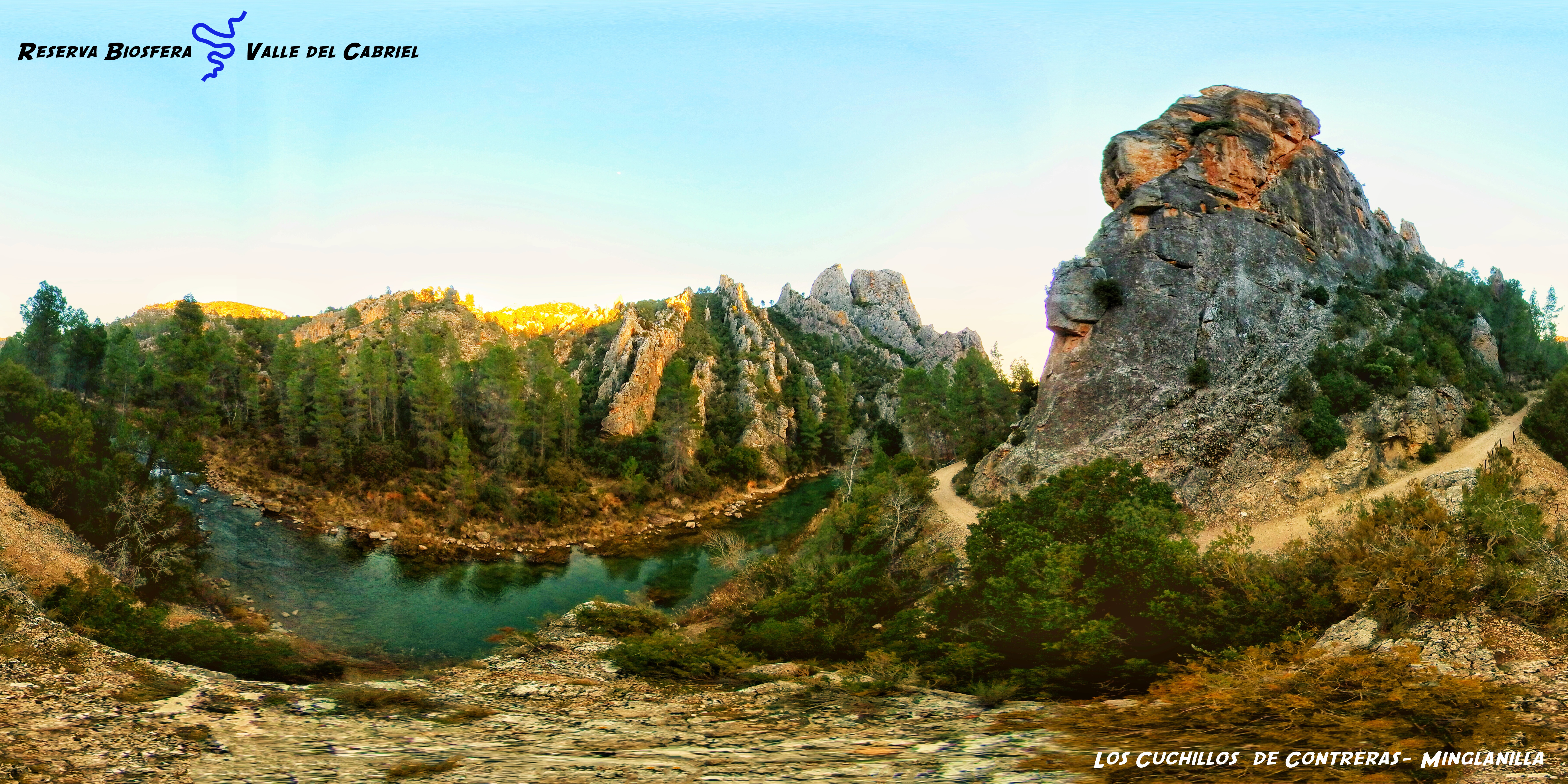
Los Cuchillos de Contreras

El parque se sitúa en la ribera izquierda del río Cabriel. El río labra un profundo barranco sobre los materiales calizos y dolomíticos del cretácico superior, ensanchándose cuando el curso alcanza materiales yesíferos y detríticos. El barranco con paredes de pronunciadas pendientes y farallones verticales de gran altura da lugar a un extraordinario paisaje. Además existe otra formación, denominada los Cuchillos originada por la erosión de la parte blanda de la roca que ha generado una impresionante cresta vertical.

## Clima
El parque presenta un clima mediterráneo con una ligera continentalización debido a la altura y lejanía respecto al mar.

## Flora

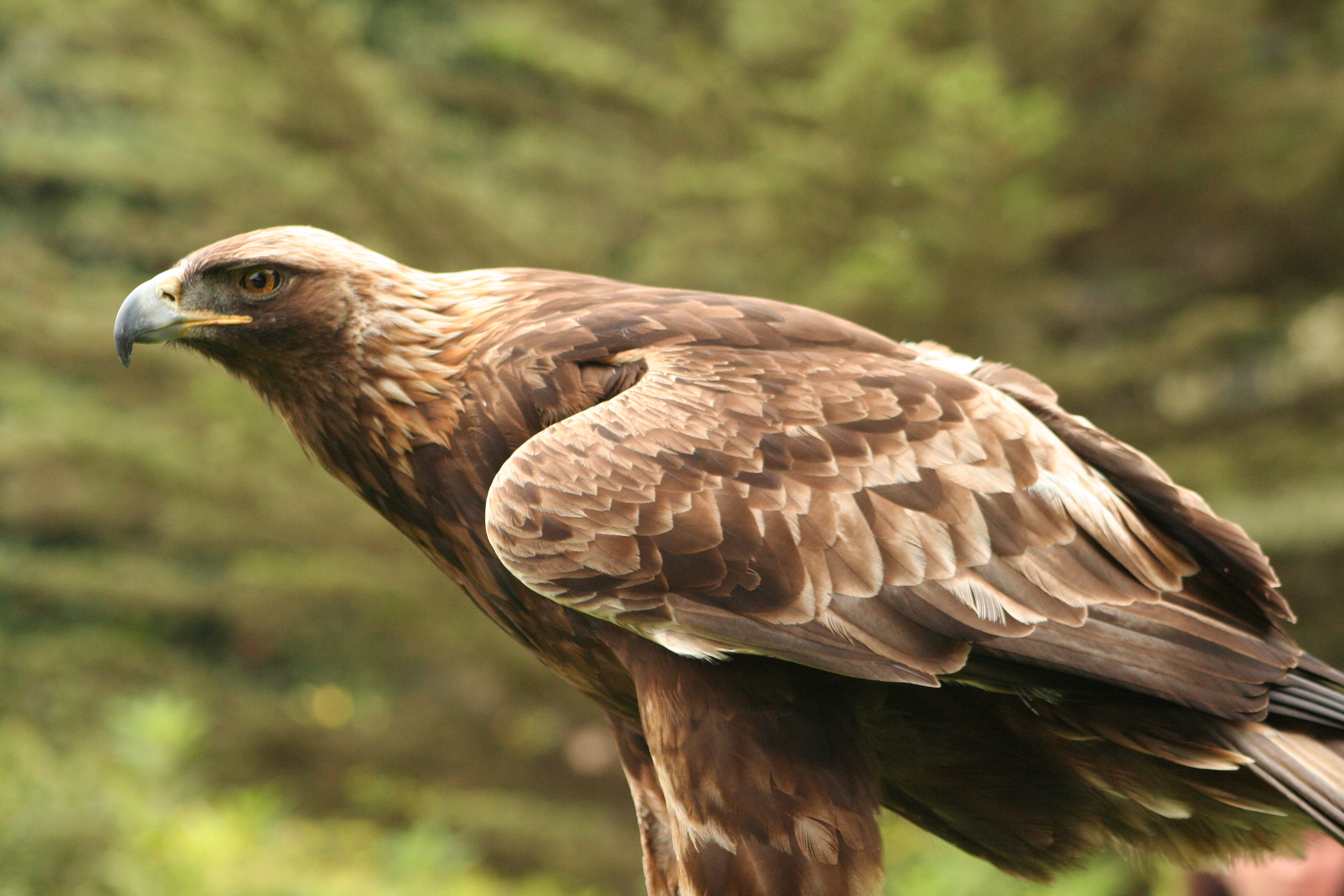
Águila real (Aquila chrysaetos) en el Parque Natural de las Hoces del Cabriel.

En el parque se encuentran los bosques de ribera mejor conservados de toda la Comunidad Valenciana, estando formados por chopos, sauces y variedades de tamarix. Por otra parte, las paredes rocosas que se encuentran situadas alrededor del cauce del río están cubiertas de un magnífico bosque de pino blanco en el que se encuentran de manera aislada ejemplares de encina y roble valenciano además de otras especies típicamente mediterráneas como pueden ser el lentisco, madroño, boj, romero y sabinares de sabina albar.

## Fauna

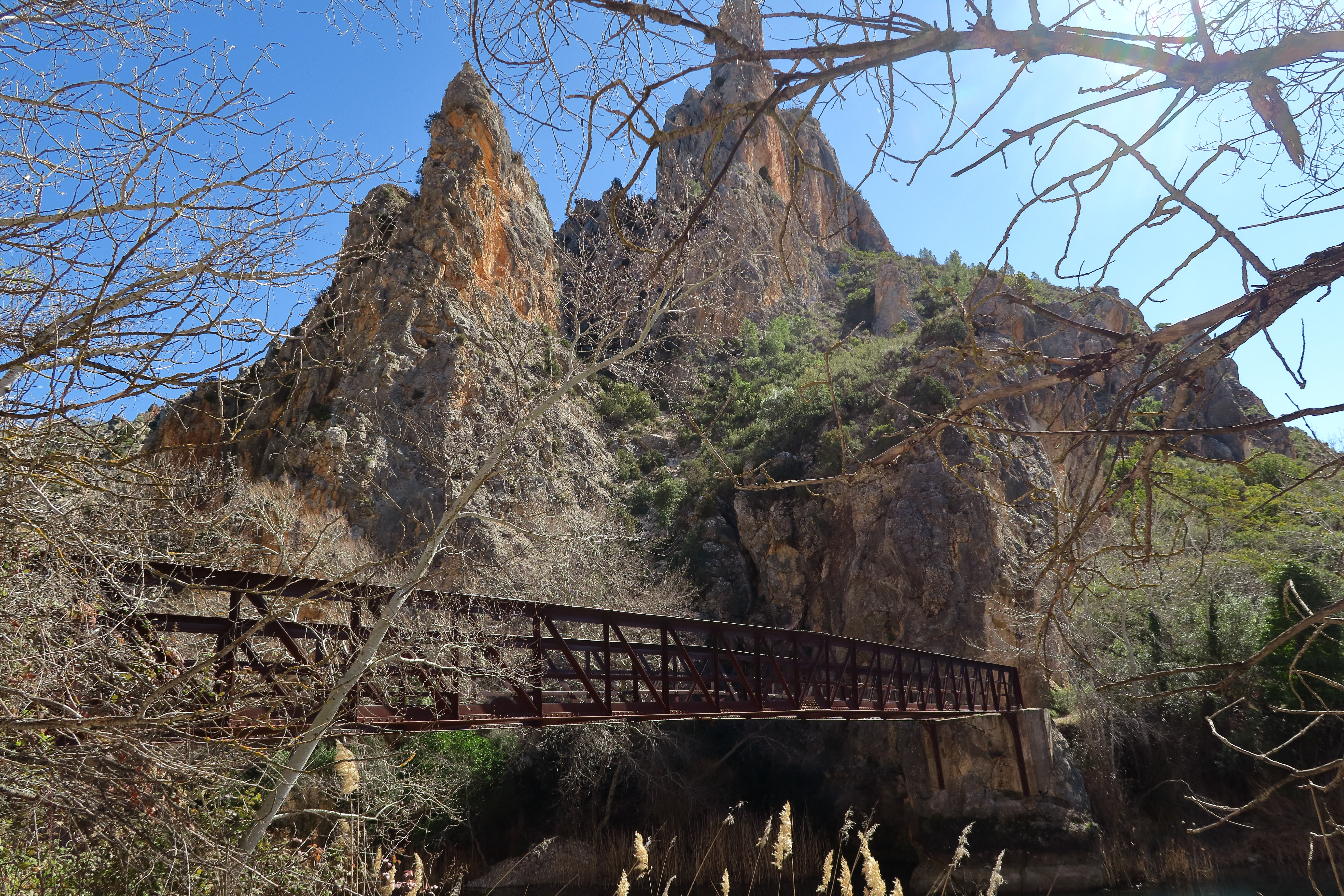
Puente antiguo

La fauna del parque destaca por la importante población de aves rapaces siendo especialmente significativa la presencia del águila perdicera, el águila real y el búho chico. Ello permite que las Hoces del Cabriel estén consideradas como Zona de Especial Protección para las aves ZEPA.
Destaca la presencia de ungulados como la cabra montesa y el jabalí y en menor medida ejemplares de ciervo y muflón.
Por otra parte, el propio río es una de las mejores reservas de fauna fluvial de toda la Comunidad Valenciana destacando la existencia de la nutria de río, el cangrejo común europeo o la madrilla del Júcar.

## Ríos

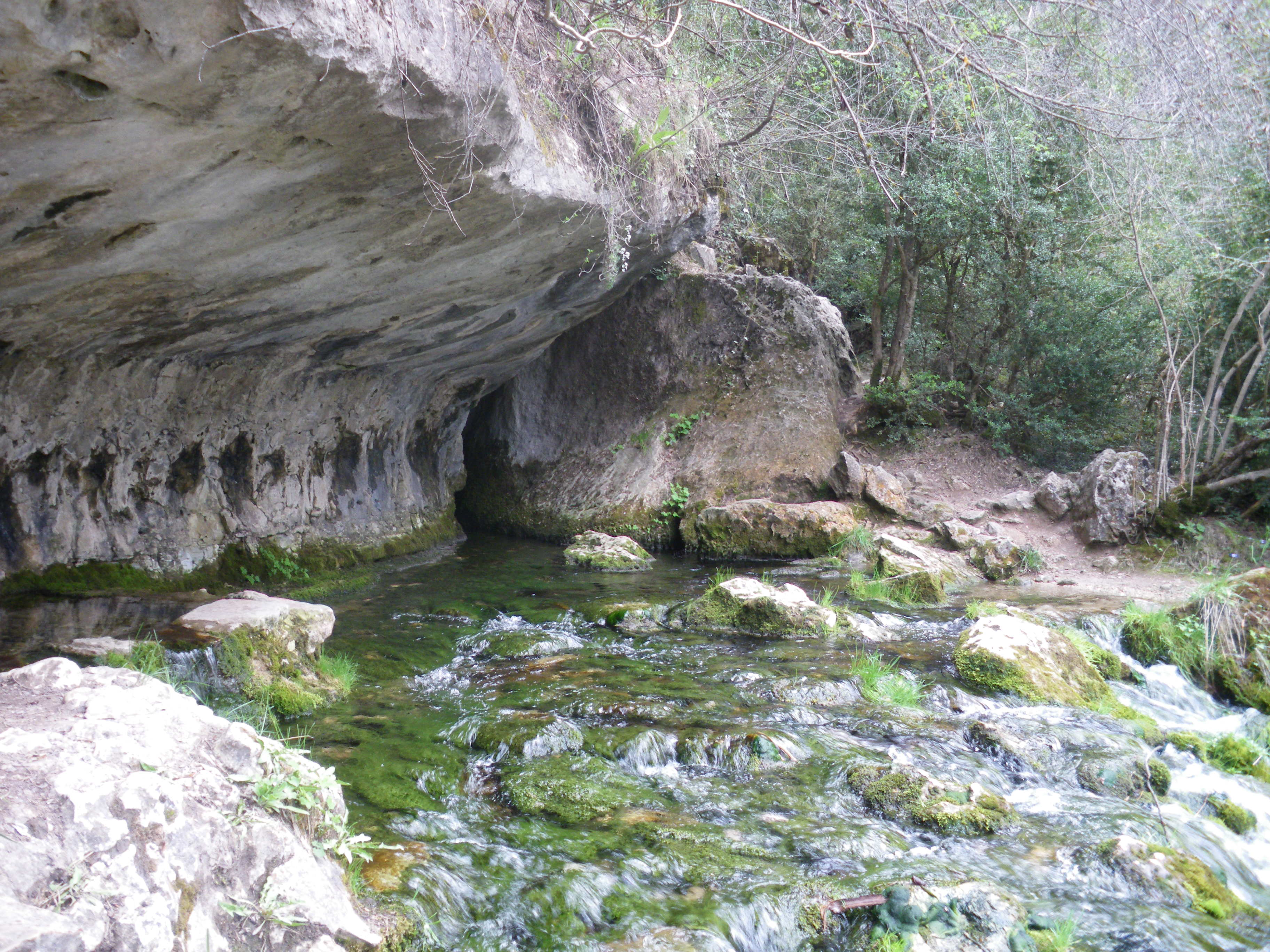
Valle del río Cabriel

El parque se articula en torno a la margen izquierda del río Cabriel, el cual es el mayor afluente del Júcar y uno de los más caudalosos ríos valencianos. También se incluyen dentro de sus límites los diversos barrancos y ramblas que confluyen en él.

## Lugares de interés
Debido a la presencia continuada de agua se ha aprovechado su cauce por el ser humano desde hace siglos, existiendo por tanto numerosos vestigios de arquitectura fluvial. Destacan sin embargo el puente de Vadocañas del siglo XVI aunque asentado en una base romana, la noria de los Basilios, la noria de Casas del Río que data del siglo XVIII y todavía está en pleno funcionamiento o la presa de Contreras la más grande de toda la Comunidad Valenciana.

## Accesos

La playa de Venta Contreras

La manera más sencilla de llegar es a través de la Autovía del Este (A-3) que une Madrid con Valencia (de la que dista unos 100 km) hasta el límite entre la Comunidad Valenciana y Castilla-La Mancha para salir por el desvío que nos lleva a la localidad de Venta del Moro o Villargordo del Cabriel.
La mejor forma de visitar los "Cuchillos" es salir de la A-3 en Villargordo del Cabriel, coger la N-3 dirección Madrid, cruzar la presa de Contreras, primera desviación a la izquierda "Reserva Natural Hoces del Cabriel". La visita de la Reserva está gestionada por la Junta de Comunidades de Castilla-La Mancha. Es conveniente telefonear y reservar.